# Леонид Александрийский (поэт)
Леони́д Александри́йский (др.-греч. Λεωνίδας ο Αλεξανδρεύς, лат. Leonidas Alexandrinus), как римский гражданин — Ю́лий Леони́д (лат. Iulius Leonidas) — древнегреческий поэт I века. Родился в эллинизированном Египте, жил в Риме при императоре Нероне. Сохранилось около сорока его эпиграмм.
Кто этот Демон Аргосский, что здесь погребён? Не родной ли

        Дикеотела он брат? «Дикеотела он брат», —

Эхо сейчас прозвучало в ответ; но не знаю я, точно ль

        Это он самый и есть? «Это он самый и есть».

Изобрёл и писал так называемые изопсефические стихи, в которых числовые значения греческих букв дают одинаковую сумму в каждом из двух стихов элегического дистиха или же в каждом из двух дистихов четверостишия. Этот признак позднее помог литературоведам опознать некоторые эпиграммы Леонида Александрийского, ошибочно приписанные его более раннему тёзке Леониду Тарентскому. Таких стихотворений, как сообщается в посвятительном послании к Нерону (AP VI, 328), Леонид написал не менее трёх книг.
Среди других формальных экспериментов поэта — эпитафия, в которой вторые половины пентаметров эхом повторяют первые половины (AP VII, 548).
Кроме поэзии, занимался астрономией, о чём упоминает в одной из эпиграмм (AP IX, 344 — «наукой Урании»). На день рождения супруги Нерона Поппеи Леонид поднёс вместе с сопроводительным стихотворением (AP IX, 355) глобус звёздного неба.
Сохранилось также стихотворное поздравление Леонида матери Нерона, Агриппине (AP VI, 329).